# Bernard Robinson (basket-ball)
Pour les articles homonymes, voir Robinson.
Bernard Gregory Robinson Jr, né le 26 décembre 1980 à Washington DC aux États-Unis, est un joueur américain de basket-ball.